# Neobracea martiana
Neobracea martiana là một loài thực vật có hoa trong họ La bố ma. Loài này được Borhidi & O.Muñiz mô tả khoa học đầu tiên năm 1971.